# Cantón de Quepos
Quepos es el cantón número 6 de la provincia de Puntarenas, en la costa pacífica central de Costa Rica. Está dividido en 3 distritos su cabecera es la ciudad de Quepos. Fue fundado el 30 de octubre de 1948 con el nombre de Aguirre, nombre con el que se denominó hasta febrero de 2015.
En su territorio se encuentra el parque nacional Manuel Antonio, uno de los destinos turísticos más concurridos de Costa Rica. 

## Toponimia

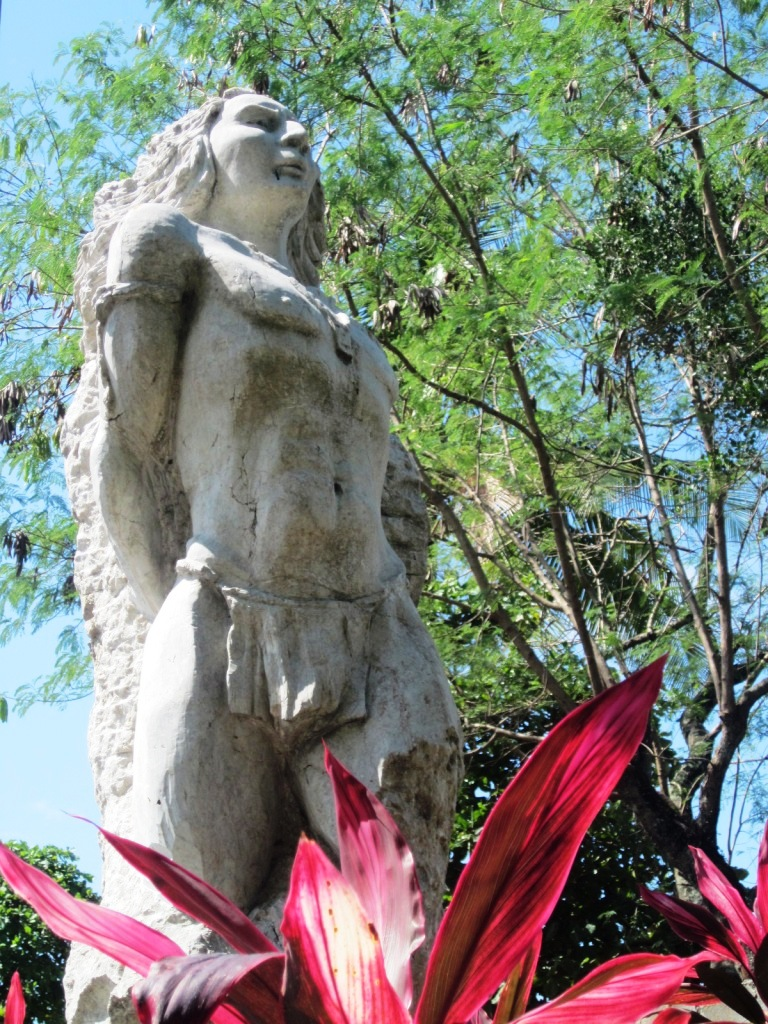
El cacique Quepoa, que da nombre al cantón.

El cantón inicialmente obtuvo su nombre de Rolando Aguirre Lobo (1918-1948), combatiente del Ejército de Liberación Nacional en la Guerra Civil de Costa Rica de 1948. Natural de la provincia de Heredia, Rolando Aguirre se radicó en Quepos a los 20 años de edad, para trabajar en la Compañía Bananera, se casó y tuvo familia. Aguirre Lobo fue un ciudadano que siempre se preocupó por la búsqueda de soluciones a los problemas nacionales en general y particularmente a los de Quepos. Falleció en la toma de la ciudad de Limón en abril de 1948, en los albores de la guerra civil. El nombre de cantón de Aguirre estuvo vigente desde octubre de 1948 (a seis meses de la muerte de Aguirre), cuando se hizo oficial por decreto de la Junta Fundadora de la Segunda República, hasta 2015.
Sin embargo, en febrero de 2015, se modificó mediante decreto la nomenclatura cantonal por la de Quepos, como una referencia histórica sobre el nacimiento de la comunidad, y como un homenaje a la etnia de los quepoa, la cual habitó la zona durante la época precolombina y colonial. De acuerdo al proyecto de ley que derogó el nombre de Aguirre, se menciona que «los quepos vivían cerca de la ciudad de Parrita, provincia de Puntarenas. Según manuscrito de 1595, vivían junto a un río navegable, el cual debe de ser el río Pirris o Parrita, y por consiguiente, distaban unos 25 km al oeste de la actual ciudad de Quepos».

## Historia

### Época precolombina

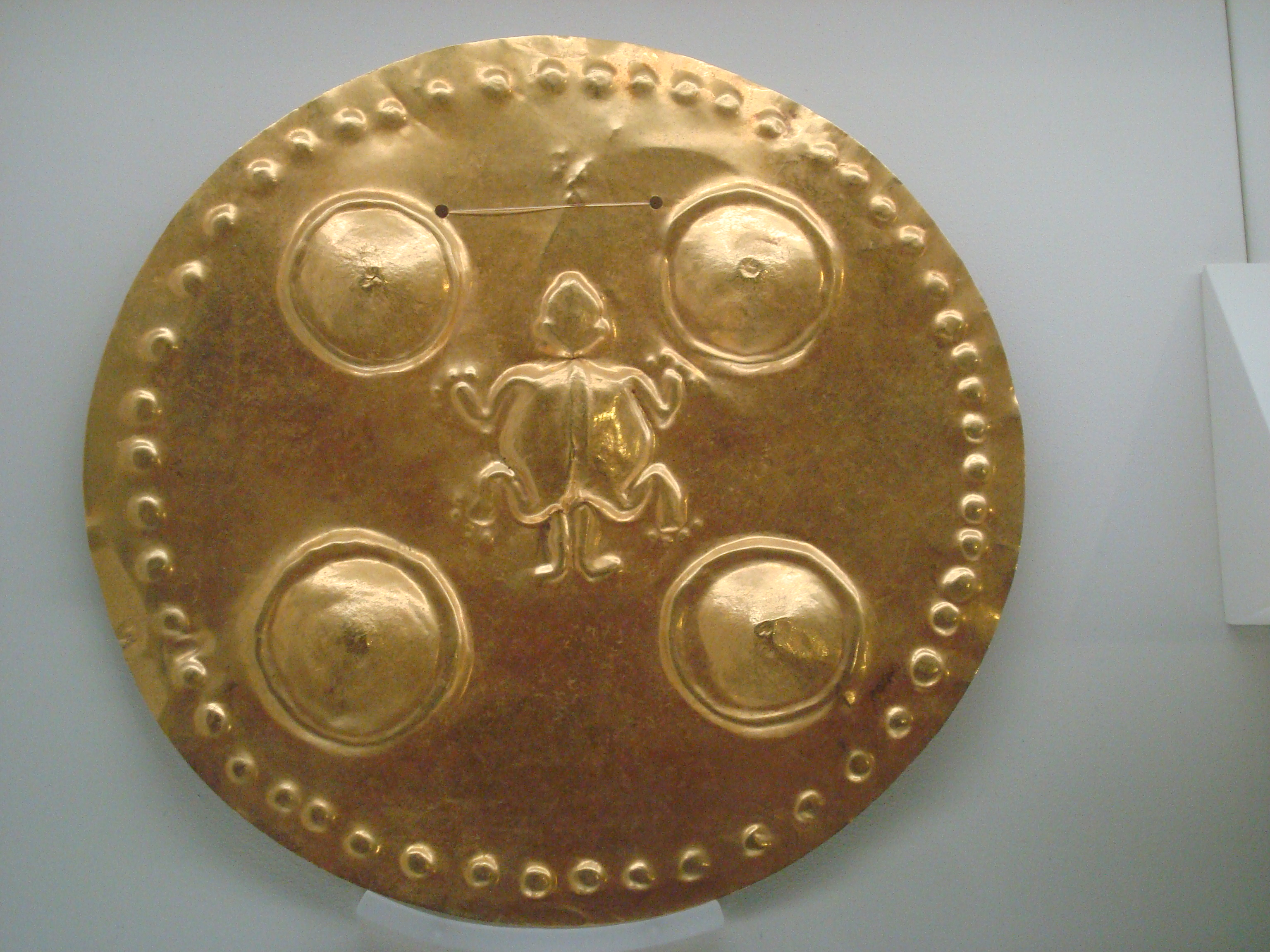
Disco de oro con motivo de tortuga. Pacífico Sur de Costa Rica. 700-1550 d. C.

El territorio que actualmente corresponde al cantón de Quepos, estuvo habitado por grupos originarios de las etnias huetar y boruca, cuyos principales asentamientos se localizaron en las áreas próximas a las costas. Estos pueblos vivían principalmente de la agricultura, la pesca, la caza de la tortuga y el buceo de perlas. Su cultura perteneció al Área Intermedia, y se caracterizó por la manufactura de objetos de oro y piedra, en especial las esferas de piedra de Costa Rica, que son en la actualidad símbolo nacional del país y Patrimonio Cultural de la Humanidad.
A la llegada de los españoles en 1502, el Cacicazgo de Quepoa era el principal señorío de la región, ubicado entre los ríos Pirrís y Térraba. Se han encontrado yacimientos arqueológicos de los quepoa tanto en Quepos como en la zona de Manuel Antonio. Los quepoa estaban emparentados con los boruca, y junto a aquellos, se asentaron en la región entre 950 y 900 a. C., provenientes de Suramérica. Además de los quepoa, las crónicas españolas ubican otro cacicazgo a unos 44 km de la costa, gobernado por el rey Huetara, de quien toma nombre la etnia huetar.

### Conquista y colonia española

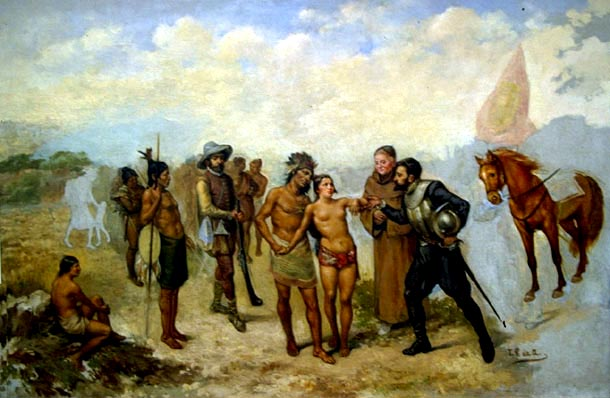
Rescate de Dulcehe, por Tomás Povedano.

En 1522, Gil González Dávila realizó el primer recorrido por tierra de la costa del Pacífico costarricense, desde el sector sureste hasta el poblado indígena de  Avancari (hoy Abangaritos, cantón de Puntarenas). En 1563, Juan Vázquez de Coronado visitó la zona, gobernada por el rey quepoa Corrohore quien, a cambio de someterse a la autoridad española, le solicitó ayuda para rescatar a su hermana Dulcehe, prisionera en el sureño Reino de Coctú, petición a la que Vázquez de Coronado accedió. En 1569, Perafán de Rivera realizó una repartición ilegal en encomienda de los pueblos conquistados, en la cual adjudicó Quepo a la Real Corona.
Durante la Colonia, la región se organizó en el corregimiento de San Bernardino de Quepo, cuyo límite extremo hacia el sureste llegó a ser el río Chiriquí Viejo (hoy en jurisdicción de la República de Panamá). La población originaria fue declinando paulatinamente. Las incursiones piratas fueron frecuentes entre 1709 y 1722. En 1711, en un informe del Obispo de Nicaragua y Costa Rica, monseñor fray Benito Garret y Arloví, al Rey de España Felipe V, indicó que el pueblo de Quepo formaba el corregimiento más importante de la provincia, si bien «sólo tenía diez indios». Finalmente en 1746, fray Juan Montoya trasladó a Boruca a los últimos pocos quepoa.

### Siglos XIX a XXI

#### Repoblamiento y auge bananero

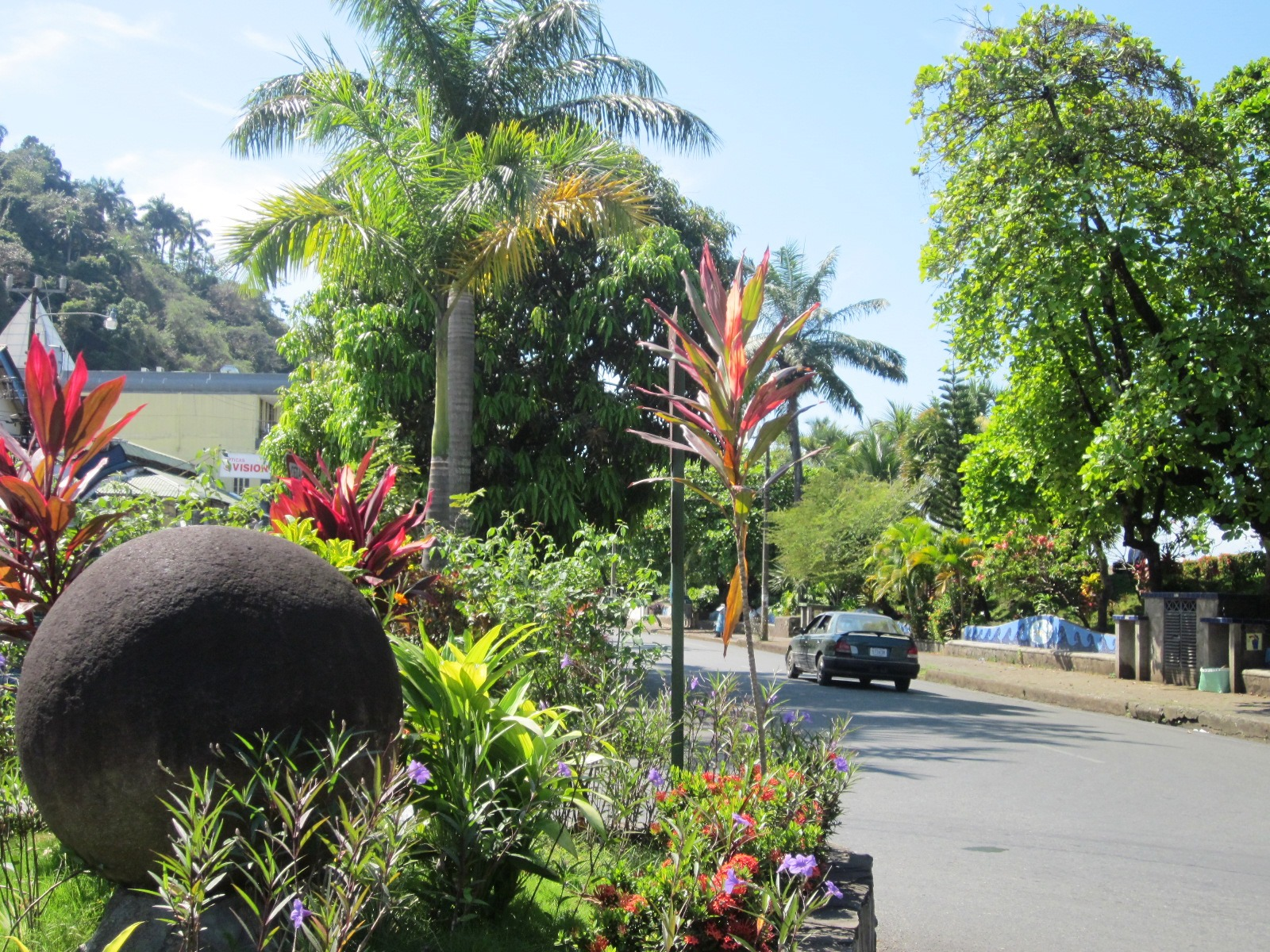
Bulevar de acceso al centro urbano de Quepos. Aquí muestran una escultura monumental del Cacique Quepoa y una esfera de piedra precolombina entre otros.

Luego de la independencia de Costa Rica en 1821, los primeros colonizadores costarricenses llegaron a la región a finales del siglo XIX. El acceso a la zona era muy difícil, la única forma de llegar a la misma era por mar desde la ciudad de Puntarenas, o a caballo desde la ciudad de San Isidro de El General. No fue sino hasta 1930 que el traslado de las operaciones bananeras de la United Fruit Company desde el Caribe al Pacífico sur costarricenses, significó la edificación de infraestructura como oficinas, hospitales y talleres, primeramente en Parrita, y luego en Quepos en 1940. El 25 de julio de 1939, se inauguró el muelle construido por la Compañía, el cual pasó oficialmente al Estado el 2 de octubre de 1972. Con esto, los puertos de Quepos y Golfito se convirtieron en los principales puertos del Pacífico costarricense por los cuales se exportaba el banano.

#### De Aguirre a Quepos: cantonato, desarrollo y turismo
En decreto ejecutivo n.º 7, del 21 de abril de 1941, en la administración de Rafael Ángel Calderón Guardia, el poblado de Quepos se elevó a la categoría de distrito, constituyéndose en el décimo distrito del cantón de Puntarenas. En el gobierno de la Junta Fundadora de la Segunda República, el 30 de octubre de 1948, en decreto ley n.º 235, se le otorgó el título de Villa a la población de Quepos, cabecera del cantón creado en esa oportunidad con el nombre de Aguirre, en honor a Rolando Aguirre Lobo (1918-1948), combatiente del Ejército de Liberación Nacional durante la Guerra Civil de Costa Rica de 1948. El 1° de noviembre de 1948 se llevó a cabo la primera sesión del Concejo de Aguirre, integrado por los regidores propietarios José Joaquín Martínez Jiménez, presidente; Porfirio Pérez Castro y Juan Luis Brenes. El jefe político fue Walter Guillén Aguilar. Posteriormente, el 21 de septiembre de 1963, en el gobierno de Francisco Orlich Bolmarich, se promulgó la ley n.º 3201 que le confirió a la villa, la categoría de ciudad. En 1971, el distrito de Parrita fue segregado de Quepos para crear el cantón de Parrita, a la vez que se elevó a la población de Naranjito a la categoría de distrito, quedando el cantón conformado por los tres distritos que tiene en la actualidad (Quepos, Savegre y Naranjito). 

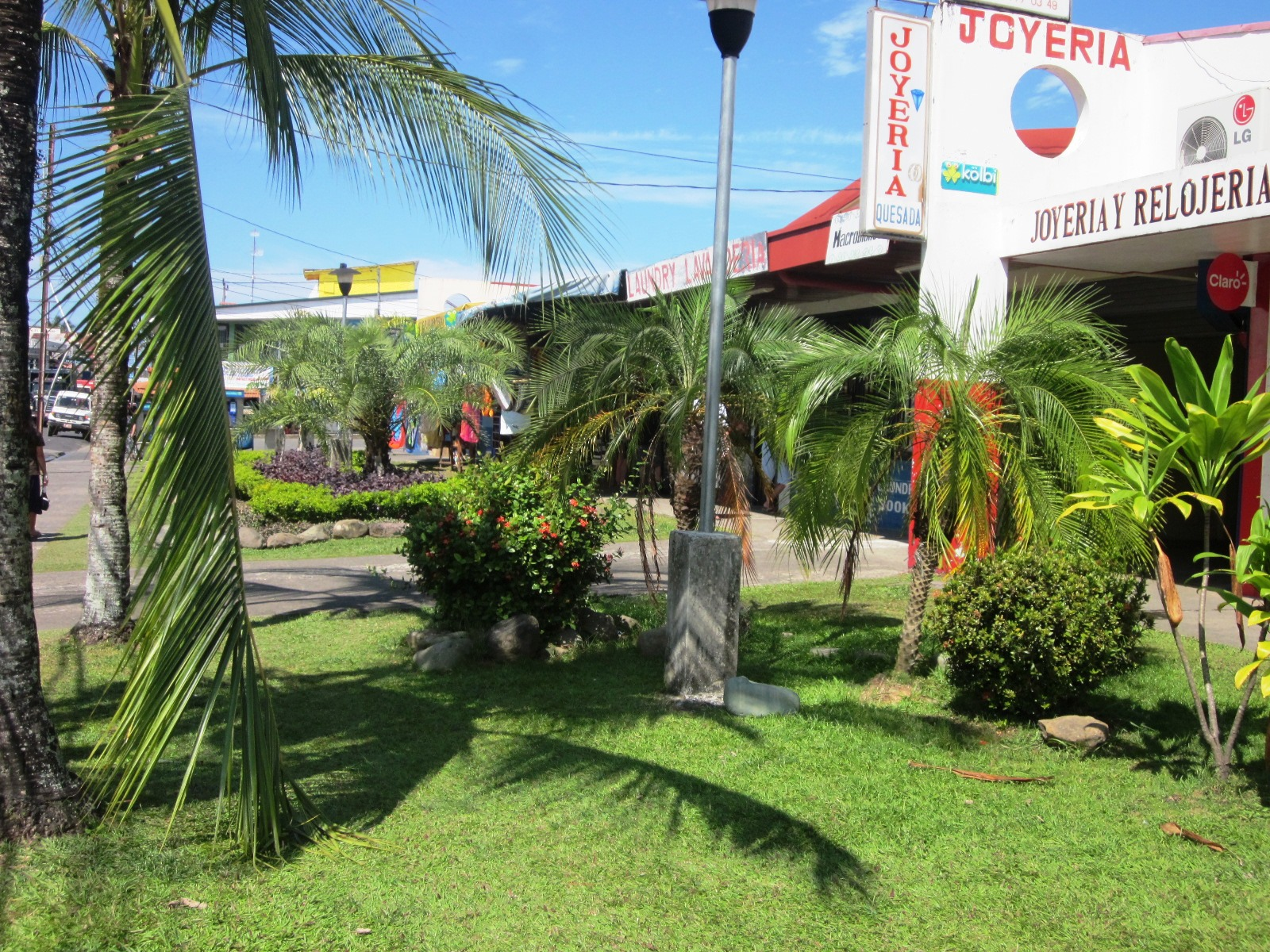
Mercado municipal de Quepos

La primera escuela pública se estableció en 1941, con el nombre de Escuela Doris Stone, luego Escuela Oficial de Quepos, y actualmente se denomina Escuela República de Corea. En 1949, se abrió el primer camino hacia Manuel Antonio. El Liceo de Quepos inició sus actividades docentes en marzo de 1965, en la administración de Francisco Orlich. En 1943 se construyó la primera iglesia, que era de madera. La edificación del templo actual se concluyó en 1964, durante el arzobispado de monseñor Román Arrieta Villalobos. En 1979 se erigió la parroquia, dedicada a la Inmaculada Concepción, la cual es actualmente sufragánea de la diócesis de San Isidro de El General, de la provincia eclesiástica de Costa Rica. El Hospital Dr Max Terán Valls fue construido en 1939 por la Compañía Bananera, luego pasó a manos del Estado en 1962, por intermedio de la Junta de Protección Social, adoptando su nombre en honor al ministro de Salud de entonces, y posteriormente, pasó a manos de la Caja Costarricense del Seguro Social en 1974, que construyó unas nuevas instalaciones para dicho nosocomio, las cuales comenzaron a funcionar en 1994.
La construcción de la carretera Costanera en 1970 mejoró el acceso por tierra a la región de Garabito y Quepos, lo que permitió un mayor desarrollo inmobiliario y propició el turismo. Costa Rica cambió su modelo de desarrollo económico luego de la crisis de 1980, cambiando de un modelo agroexportador a una economía basada en el sector servicios, y a partir de la década de 1990, el turismo pasó a convertirse en la principal fuente de ingresos del país. El cantón de Quepos se convirtió en uno de los principales referentes del país en este aspecto, al ubicarse en su territorio el parque nacional Manuel Antonio, el más visitado del país en la actualidad. En 2015, el nombre del cantón fue cambiado de Aguirre a Quepos, luego de que la Asamblea Legislativa de Costa Rica aprobara un proyecto de ley en ese sentido.

### Apuntes históricos
La ciudad recibe su nombre de la etnia de los quepoa, que habitaron el lugar hasta la época colonial. En 1563, los conquistadores católicos españoles —liderados por el alcalde Juan Vázquez de Coronado (1523-1565)— se instalaron en el lugar, lo refundaron con el nombre de San Bernardino de Quepo y organizaron una encomienda en que se dedicaron a la explotación de los aborígenes para su propio provecho.
Para comienzos del siglo XVII (en menos de cuarenta años) quedaban sólo 250 personas de la etnia quepoa.
Este Corregimiento de Quepo dependió del Reino de Guatemala desde 1563 hasta 1659, en que pasó a la jurisdicción del gobernador de Costa Rica con sede en Cartago, a 190 km de la aldea. En el censo de ese año se registró que sólo quedaban 18 esclavos quepoas.
En 1746 los pocos indígenas que quedaban fueron trasladados a una reserva donde concentraban a los borucas, en la península de Osa, más al sureste de Quepos.
En 1939 se crea la primera escuela en Quepos. Esta llevaba por nombre Escuela Claudio Pinto y, como no contaba con local propio, estuvo en diferentes locales en Quepos. Posteriormente su nombre cambió a Escuela Doris Stone, luego  con el nombre de Escuela Central de Boca Vieja, hasta que finalmente se ubicó en el lugar donde se encuentra hoy día. Actualmente, es conocida como Escuela República de Corea.
En 1940 la Compañía Bananera de Costa Rica (CBCR) instala una planta eléctrica en Quepos y termina de construir en noviembre de ese año el Hospital de la Compañía Bananera, todos estos servicios estaban a disposición solo de los empleados de la CBCR.
Con el incremento de población que se produjo en el puerto de Quepos, en 1941,  el Poder Ejecutivo estableció un cambio de estatus de poblado a distrito. Con ello el 21 de abril de 1941, en la administración del doctor Rafael Ángel Calderón Guardia, con el Decreto Ejecutivo n.º 7 se declara a Parrita como distrito noveno y Quepos como distrito décimo del cantón de Puntarenas.
En el año de 1943, se inaugura la plaza de fútbol de Quepos con el nombre "Mario Lamicq Salazar". En ese mismo año se construye la primera iglesia de Quepos, se aprueba la construcción del edificio municipal y se funda la Escuela Central de Boca Vieja.
Con la conclusión del conflicto armado en 1948, la Junta Fundadora de la Segunda República con el decreto n.º 235 declara al territorio comprendido por Quepos, Parrita y Savegre como el Cantón de Aguirre n.º 6 de la provincia de Puntarenas. Dicho nombre le es otorgado dado que durante el conflicto armado muere Rolando Aguirre Lobo, empresario de Quepos y combatiente del ejército de Liberación Nacional. Con ello Quepos pasa a ser la cabecera del cantón.
En 1951 la Municipalidad de Aguirre cuenta con su propia planta eléctrica en Parrita. Para ese entonces sólo la CBCR contaba con planta eléctrica. En ese mismo año se construye la Escuela de Manuel Antonio.
Para 1972 el Instituto Costarricense de Electricidad ha solventado la necesidad de abastecimiento eléctrico de Quepos. En ese mismo año por Decreto Ejecutivo n.º 2437-T, el Poder Ejecutivo solicita el traspaso de las instalaciones portuarias de la CBCR al Estado.

### Cantonato
En Decreto Ley n.º 235, del 30 de octubre de 1948, Quepos se erigió como el cantón número seis de la provincia de Puntarenas, bajo el nombre de Aguirre, dividido en tres distritos. Se designó como cabecera la población de Quepos.
En ese entonces, Aguirre procedía del cantón de Puntarenas, establecido este último en ley n.º 22 del 4 de noviembre de 1862.

## Ubicación
Limita al norte con Tarrazú, Dota y  Pérez Zeledón, al oeste con Parrita, al este con Osa y al sur con el océano Pacífico.
Sus límites cantonales son:
- Norte: Tarrazú, Dota y  Pérez Zeledón
- Oeste: Parrita
- Este: Osa
- Sur: Océano Pacífico

## Geografía
Cantón de Quepos cuenta con un área de 557,85 km² y una altitud media de 36 m s. n. m.
La anchura máxima es de aproximadamente cincuenta kilómetros, en dirección noroeste a sureste, desde la desembocadura del río Damas hasta la desembocadura del río Barú, ambos en el océano Pacífico.

### Hidrografía

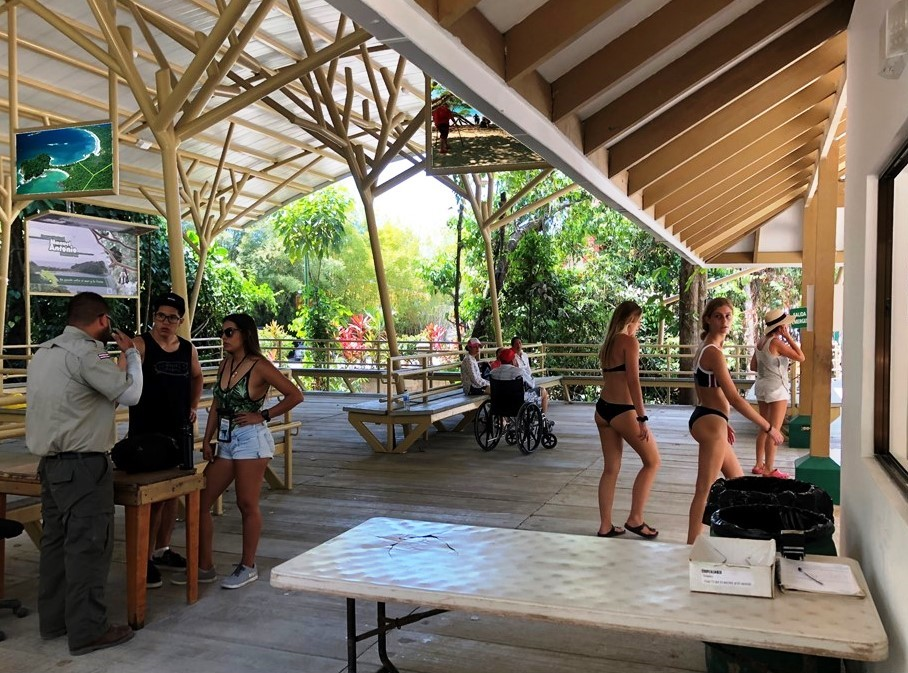
Parque nacional Manuel Antonio, uno de sus grandes atractivos internacionales. Recepción del parque con facilidades para todo tipo de personas con necesidades especiales

El río Savegre nace a partir de dos afluentes, el Río Savegre y el río División. Ambas cuencas son alimentadas por los ríos y las lluvias en el cerro de la Muerte, una serie de montañas altísimas, en el corazón de Costa Rica al sur del Cantón de Quepos. El río se dice que es uno de los más limpios en todo el país – además de sus orígenes en las fuentes puras de la sierra central. El río Savegre tiene sólo 1000 personas que viven en sus riberas. Por otra parte, no hay instalaciones industriales cercanas que vuelquen la contaminación en el río, dejando un hábitat brillante y acogedor para todo tipo de fauna exótica.
En Naranjito está presente la cuenca superior del río Naranjo, la cual es drenada por el río del mismo nombre al que se le unen las quebradas Machuca, Galera, Guapinol, Grande y Azul, lo mismo que por las quebradas Rastro, Lagartero y Cacao. Los citados cursos de agua, excepto el río Naranjo, nacen en el cantón, los cuales presentan un rumbo de norte a sur, hasta desembocar en el océano Pacífico. 
En la zona se localizan las lagunas Negraforral, Negra y Oscura.  Esto es parte del distrito de Naranjito del Cantón de Quepos el cual sirve como vecindario dormitorio para una gran porción de la población que trabaja en Manuel Antonio y Quepos.

## División administrativa
Quepos se divide en tres distritos:
- Quepos
- Savegre
- Naranjito

### Leyes y decretos de creación y modificaciones
- Decreto 7 de 21 de abril de 1941 (Creación de los distritos Quepos y Parrita del cantón Puntarenas).
- Decreto 235 de 30 de octubre de 1948 (Creación y límites del cantón, segregado de Puntarenas).
- Decreto 713 de 14 de septiembre de 1949 (Límites distritales de este cantón).
- Ley 3013 de 31 de julio de 1962 (Límites de este cantón).
- Ley 3201 de 21 de septiembre de 1963 (Título de ciudad a Quepos).
- Ley 4787 de 30 de julio de 1971 (El distrito Parrita se eleva a la categoría de cantón y describe límites de esta nueva Unidad Administrativa, colindante con este cantón).
- Decreto 1904-G de 11 de agosto de 1971 (Creación y límites del distrito 3, Naranjito a la vez el distrito Savegre pasa a ser el 2).
- Ley 9291 de 11 de febrero de 2015 (Cambio de nombre del cantón de Aguirre por Quepos), publicado en el diario oficial La Gaceta N.º 129 de lunes 6 de julio de 2015.

## Demografía
Para el año 2022, Cantón de Quepos cuenta con una población estimada de 32 416 habitantes, y para el último censo efectuado, en 2011, Cantón de Quepos contaba con una población de 26 861 habitantes.
De acuerdo al censo nacional del 2011, la población del cantón era de 26 861 habitantes, de los cuales, el 9,7 % nació en el extranjero. El mismo censo destaca que había 8094 viviendas ocupadas, de las cuales, el 47,8 % se encontraba en buen estado y había problemas de hacinamiento en el 8,2% de las viviendas. El 52,8% de sus habitantes vivían en áreas urbanas.
Entre otros datos, el nivel de alfabetismo del cantón es del 96,5%, con una escolaridad promedio de 7,4 años.
El mismo censo detalla que la población económicamente activa se distribuye de la siguiente manera:
- Sector Primario: 17,0%
- Sector Secundario: 13,4%
- Sector Terciario: 69,6%

Según datos del Instituto Nacional de Estadística y Censos, para el año 2016 el cantón de Quepos contaba con una población estimada de  31.133 habitantes. Para el año 2012 presentaba un índice de desarrollo humano de 0.762 según el Programa de las Naciones Unidas para el Desarrollo.

## Economía

### Pesca
Quepos posee una economía basada en la pesca artesanal y el turismo. En lo que se refiere a la pesca, el puerto de Quepos es el segundo más importante del Pacífico costarricense después de Puntarenas. 

### Turismo
Alrededor del parque nacional Manuel Antonio se da la economía turística, con hoteles, restaurantes, bares y sitios de entretenimiento.